# Thomas Rivers (politiker)
Thomas Rivers, född 18 september 1819 i Franklin County i Tennessee, död 18 mars 1863 i Fayette County i Tennessee, var en amerikansk politiker (Knownothings). Han var ledamot av USA:s representanthus 1855–1857.
Rivers är begravd på Somerville Cemetery i Somerville i Tennessee.